# Хвицкие
Хвицкие — дворянский род
Потомство Дементия Хвицкого, оказавшего услуги Московскому государству во время войны с крымским ханом (1681), за что его сыну Ивану пожалованы вотчины в Вологодском уезде.
Род внесён в VI часть  родословной книги Тульской и Таврической губерний.

## Описание герба
Щит разделен на четыре части, из них в первой части, в пурпуровом поле, изображен золотой крест (герб Волыни). Во второй и третьей части, в золотом поле, означены два льва коронованных, идущие на задних лапах в правую сторону. В четвертой части, в голубом поле, видна выходящая из облаков рука в латах и с саблей (польский герб Малая Погоня).
На щите дворянский коронованный шлем. Нашлемник: три страусовых пера. Намёт на щите пурпуровый, подложенный золотом и голубым. Щитодержатели: два льва (Гербовник, VI ч., 121 стр.)

## Известные представители
- Хвицкий Дементий Иванович — московский дворянин (1677).
- Хвицкий Иван Дементьевич — стольник царицы Евдокии Фёдоровны (1692).
- Хвицкий — майор 42-го егерского полка, погиб в сражении при Колоцком монастыре, Шевардино и Бородинском сражении (24 и 26 августа 1812), его имя занесено на стену храма Христа Спасителя в г. Москва[1][2].